# بورج
بورج أو بُرْجُش أو برغش (بالفرنسية: Bourges)‏ (
تنطق بالفرنسية: [buʁʒ]
) هي مدينة تقع في وسط فرنسا بمحاذاة نهر ييفر، و هي عاصمة إقليم شار. عدد سكانها بلغ 68,354 في عام 2018. هي أكبر مدن الإقليم من حيث عدد السكان.

## التاريخ

### القرنان التاسع عشر والعشرون
في عام 1944، تعرضت المدينة إلى قصف قام به الأمريكيون والإنجليز. في الرابع من يونيو 1944، أدى هجوم جوي إلى مقتل 17 شخصا وإلى إصابة أزيد من عشرة أشخاص بجروح خطيرة.

## توأمة
لبورج اتفاقيات توأمة مع كل من:
- يوشكار-أولا
- فورلي
- كشالين (1999 - )[10]
- أفيرو
- بالنثيا
- آوغسبورغ (1967 - )
- بيتربرة (1957 - )

## أعلام

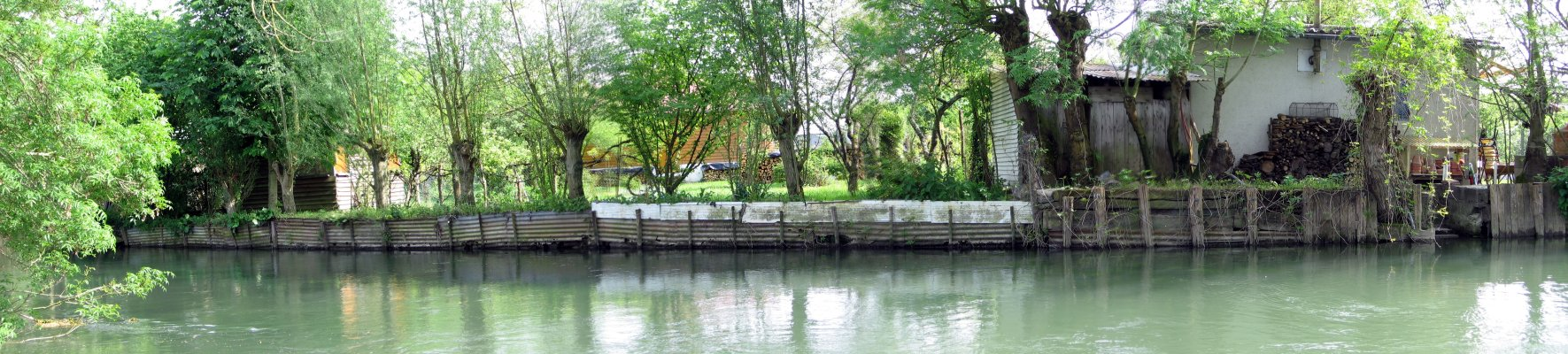
أهوار مدينة بورج

- جان دوقة بيري
- جان كريستوف روفان
- أندريه بونيفو
- ألبرت بورلون
- بيرت موريسو
- لويس الحادي عشر ملك فرنسا
- جاك كور
- فلاديمير جانكلفتش